# Flugplatz Helgoland-Düne
Vliegveld Helgoland (Duits: Flugplatz Helgoland-Düne) (IATA: HGL, ICAO: EDXH) is een Duits vliegveld op het eiland Düne bij Helgoland. Het ligt in de Noordzee, 44 kilometer ten noorden van Wangerooge. Sinds zomer 2007 vliegt de OLT driemaal dagelijks naar Bremerhaven, tweemaal dagelijks naar Heide/Büsum en dagelijks naar Cuxhaven.
Om het vliegveld te bereiken vaart er een boot tussen Helgoland en Düne.
De drie landingsbanen van het vliegveld zijn erg kort. Landingsbaan 15/33 werd in 2005 van 400 meter verlengd naar 480 meter om aan de Europese veiligheidsvoorschriften te voldoen.

## Lijndiensten
OFD Ostfriesischer-Flug-Dienst (Heide - Büsum, Bremerhaven)